# Bit-Agusi

Mapa starożytnego Bliskiego Wschodu ok. 1000-800 p.n.e. z zaznaczonymi najważniejszymi aramejskimi i nowohetyckimi królestwami

Bit-Agusi, Jahan – w pierwszej połowie I tysiąclecia p.n.e. aramejskie królestwo w północno-centralnej Syrii, leżące pomiędzy królestwami Karkemisz i Pattina, od południa graniczące z królestwem Hamat. Jego stolicą było miasto Arpad.

## Dzieje
Królestwo założone zostało na początku IX w. p.n.e. przez Gusi, szejka aramejskiego plemienia Jahan. Samo plemię pojawia się po raz pierwszy w rocznikach asyryjskiego króla Aszur-dana II (934-912 p.n.e.), który w trakcie swej trzeciej wyprawy wojennej podbić miał kraj zwany Jahan ([kurI]a-ḫa-a-nu). Odnotowuje on jednocześnie, że kraj ten istnieć miał już za panowania Aszur-rabi II (1013-973 p.n.e.), kiedy to zasiedlić go mieli Aramejczycy. Kraj Jahan, lokalizowany przez badaczy na wschód od Tygrysu, wziął swoją nazwę najprawdopodobniej od zamieszkującego go aramejskiego plemienia. Wydaje się, iż w końcu X lub na początku IX wieku p.n.e. plemię to (lub jego część) wyemigrowało z Asyrii do północno-wschodniej Syrii, gdyż począwszy od rządów Aszurnasirpala II (883-859 p.n.e.) w źródłach asyryjskich zaczynają pojawiać się wzmianki o istniejącym właśnie tam kraju o nazwie Jahan.
Według roczników Aszurnasirpala II w trakcie jednej z jego wypraw do Syrii (ok. 870 r. p.n.e.), podczas przemarszu z Karkemisz do Pattiny, miał on minąć po lewej stronie kraj Jahan (kurA-ḫa-a-nu), a później, w mieście Kinalua, stolicy Pattiny, otrzymać miał on trybut od „Gusi, Jahanejczyka” (mGu-ú-si kurIa-ḫa-na-a-a). To właśnie od Gusi (lub Agusi) wzięła się późniejsza nazwa kraju Jahan - Bit Agusi (akad. Bēt-Agūsi, aram. Byt Gš), a sam Gusi uznawany był za założyciela rządzącej w Bit-Agusi dynastii. 
W 858, 857 i 855 r. p.n.e. Arame, syn i następca Gusiego, zapłacić musiał trybut Salmanasarowi III (858-824 p.n.e.) w trakcie jego kolejnych wypraw wojennych do Syrii. W późniejszych latach stawił on jednak Asyryjczykom opór, co zmusiło Salmanasara III do skierowania wypraw wojennych przeciw Bit-Agusi w 849, 848 i 834 r. p.n.e. W wyniku walk Arame utracił na rzecz Asyryjczyków kontrolę nad miastem Arne, będącym wówczas jego królewską siedzibą, a także nad miastami Apparazu i Muru. Bit-Agusi pozostało wrogie wobec Asyrii również za panowania Attar-szumki I, syna(?) i następcy Arame. Nie ma pewności czy Attar-szumki był synem Arame, gdyż w inskrypcjach nazywany jest on „synem Adramu”, ale zdaniem naukowców jest bardzo prawdopodobne, że Adramu było po prostu wariantem imienia Arame. Za rządów Attar-szumki po raz pierwszy jako stolica Bit-Agusi zaczyna być wymieniane miasto Arpad. Attar-szumki poprowadził koalicję północnosyryjskich królestw przeciw asyryjskiemu królowi Adad-nirari III (810-783 p.n.e.), który odnieść miał jednak nad nią zwycięstwo w bitwie pod Paqarahubunu nad górnym Eufratem (805 r. p.n.e.). Około 796 roku p.n.e. Attar-szumki wraz z Ben-Hadadem III poprowadził kolejną koalicję, tym razem przeciw Zakkurowi z Hamat, który oblężony został w mieście Hazrek. Interwencja armii asyryjskiej zmusiła jednak wojska koalicjantów do odstąpienia od oblężenia. Synem i następcą Attar-szumki był Mati'ilu, który w 754 r. p.n.e. zawarł traktat z asyryjskim królem Aszur-nirari V (754-746 p.n.e.). Pomimo podpisanego traktatu Bit-Agusi sprzymierzyło się z Urartu, najpoważniejszym ówczesnym przeciwnikiem Asyrii. Wojska antyasyryjskiej koalicji pokonane jednak zostały w 743 roku p.n.e. przez Tiglat-Pilesera III (744-727 p.n.e.), który w odwecie obległ miasto Arpad, stolicę Bit-Agusi i zdobył je w 740 r. p.n.e. po trzyletnim oblężeniu. Zdobycie Arpadu doprowadziło do upadku dynastii Gusiego, a samo Bit-Agusi przyłączone zostało do Asyrii i przekształcone w prowincję.